# Tromøya
Tromøya (również Tromøy) – największa wyspa w południowej Norwegii, w okręgu Sørlandet. Powierzchnia wyspy wynosi 29 km2. Ludność wyspy wynosi około 6000 mieszkańców. Na wyspie znajdował się niemiecki obóz Hove.